# Günther Neukirchner
Günther Neukirchner (* 2. Dezember 1971 in Grambach) ist ein ehemaliger österreichischer Fußballspieler auf der Position eines Abwehrspielers. Die größte Zeit seiner aktiven Karriere verbrachte er beim steirischen Traditionsklub SK Sturm Graz, mit dem er große Erfolge feierte.

## Karriere

### Als Spieler
Der Allrounder war ein zentraler Spieler des SK Sturm Graz. Der Steirer spielt schon seit 1980 in Graz. „Gü“, wie er von seinen Mitspielern genannt wird, spielte zuerst in der Jugendmannschaft, bei den Amateuren und später in der Kampfmannschaft. Er wurde zum Allrounder, da er als junger Sturm-Kicker nicht auf seiner Position als Stürmer eingesetzt wurde und deshalb immer wieder auf andere Positionen auswich. Er spielte bisher in der Bundesliga bereits auf jeder Position, mit Ausnahme des Tormannes.
Neukirchner gab sein Debüt in der österreichischen Nationalmannschaft am 19. August 1998 gegen Frankreich beim 2:2 in Wien. Er brachte es auf insgesamt 14 Länderspiele. Seine Karriere in der Nationalmannschaft nahm ein etwas unrühmliches Ende, als er sich zusammen mit acht Mannschaftskollegen weigerte, nach Israel zu fliegen, um dort am letzten Qualifikationsspiel für die Weltmeisterschaft 2002 teilzunehmen (siehe auch Fußballländerspiel Israel – Österreich 2001). 
Er wurde mit Sturm Graz zweimal österreichischer Meister und dreimal österreichischer Pokalsieger. Zudem spielte er drei Mal in der Champions League.
Am 30. August 2006 wurde auf der Vereinshomepage bekannt, dass Neukirchner seine aktive Karriere beendet. Am 31. August unterschrieb das Grazer Urgestein einen Vertrag beim FC Gratkorn in der zweitklassigen Ersten Liga. Im Sommer 2007 beendete er dort nach 16 Einsätzen und einem Tor seine aktive Karriere als Fußballspieler. Mit 426 Spielen bestritt Günther Neukirchner die zweitmeisten Spiele für den SK Sturm Graz.

### Als Trainer
Zur Saison 2009/10 wechselte der Grazer wieder zu seinem Stammverein, um diesmal den Posten des Co-Trainers der Amateur-Mannschaft zu besetzen. Im September 2014 fungierte Neukirchner für zwei Spiele interimistisch als Trainer der Profis. Im November 2018 wurde er für ein Spiel ein zweites Mal Interimstrainer.

## Erfolge
- 2× Österreichischer Meister (1997/1998 und 1998/1999)
- 4× Österreichischer Vizemeister (1994/1995, 1995/1996, 1999/2000, 2001/2002)
- 3× ÖFB-Pokalsieger (1996, 1997, 1999)
- 2× ÖFB-Pokalfinalist (1998 und 2002)
- 3× Österreichischer Supercupsieger (1996, 1998, 1999)
- 2× Österreichischer Supercupfinalist (1997, 2002)

## Sonstiges
Nach einer 0:4-Niederlage gegen den Grazer AK am 27. Februar 2005 lieferte Neukirchner ein legendäres Interview, in dem er vor allem die „depperten“ Fragen des Sportjournalisten des Senders Premiere kritisierte.
Bei der Generalversammlung des SK Sturm Graz am 18. Jänner 2016 wurde er zusammen mit Mario Haas und Andy Pichler als Ehrenkapitän ausgezeichnet.
Er spielte auch Futsal beim 1. FSC Graz.